# Pietra Ligure
Pietra Ligure (, scritto raramente Pietraligure, A Prïa o A Prîa in ligure) è un comune italiano di 8192 abitanti della provincia di Savona in Liguria.

## Geografia fisica

### Territorio
Il comune rivierasco si estende sulla costa per circa sei chilometri, fra i comuni di Borgio Verezzi e Loano. Le sue coste sono basse e ghiaiose, tipiche della Riviera di Ponente. La città è attraversata dal torrente Maremola. Alle sue spalle si trova il monte Carmo di Loano (1.389 m), prima cima notevole delle Alpi Liguri dopo la Bocchetta di Altare.

## Storia

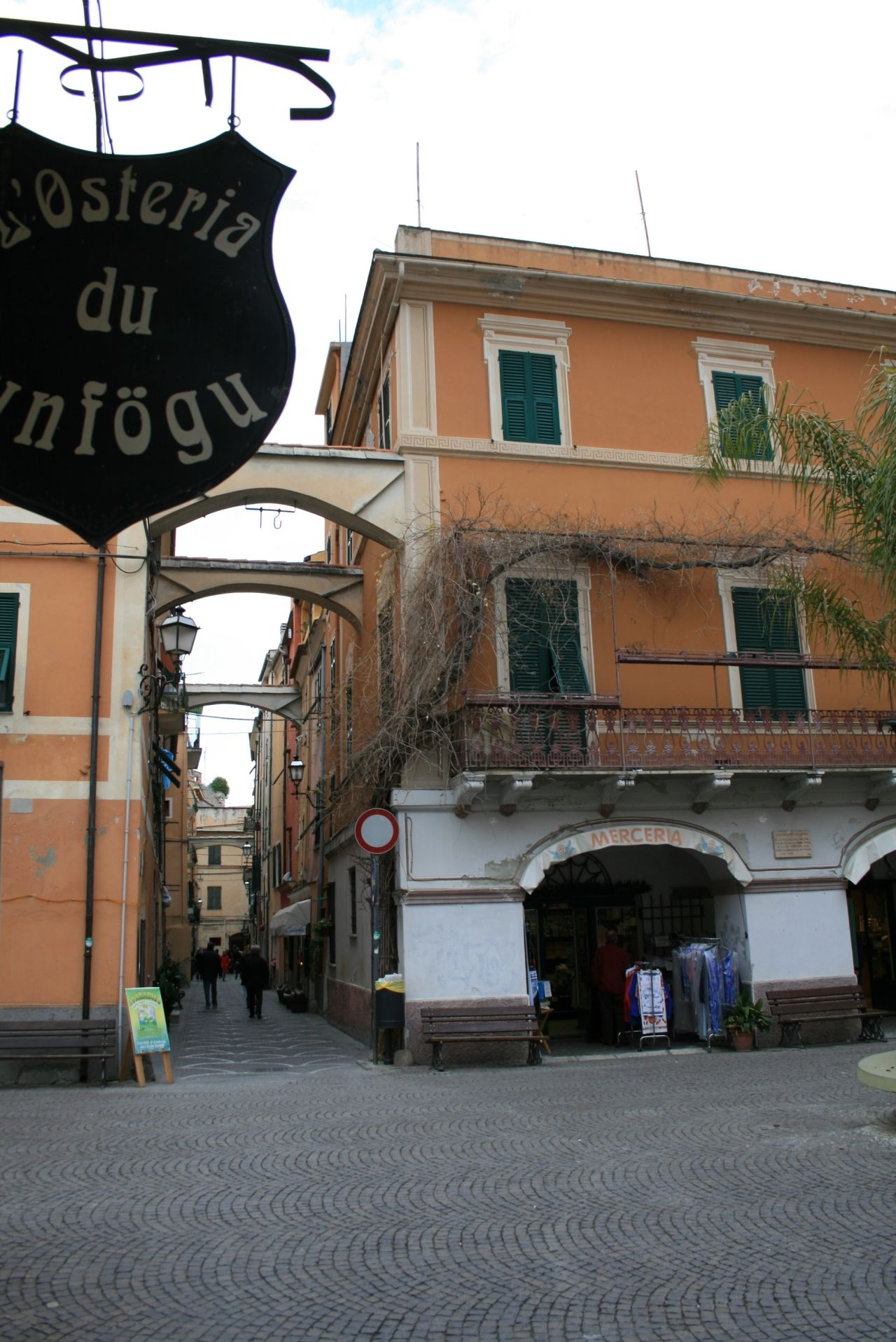
Scorcio del centro storico pietrese

Pietra Ligure deve il suo nome all'antico castello che si erge sullo spuntone di roccia esposto a nord-est, dominando la baia, la costa e le colline circostanti. Castrum et Oppidum Petrae, il "castello di pietra", costruito nel VII - VIII secolo e abitato a lungo dai Vescovi di Albenga, che nel 1100 ne fecero loro dimora estiva.
I primi insediamenti umani nella zona, risalenti al periodo Neolitico, sono attestati dai vari reperti archeologici rinvenuti nelle caverne del monte Trabocchetto (Rocca delle Fene). Tra i vari reperti alcuni attrezzi per la caccia e la difesa, ma anche tracce di focolare. Altri ritrovamenti, come una tomba con carro riportabile, sono invece databili all'Età del ferro e al dominio imperiale romano nella zona. Furono inoltre ritrovate monete antiche del I e del II secolo, facendo supporre agli studiosi la costituzione di un centro abitato che, dopo il passaggio della via Julia Augusta verso la Costa Azzurra, acquistò maggiore importanza economica grazie al collegamento viario con i maggiori centri romani di Vada Sabatia (Vado Ligure) e Albingaunum (Albenga).
I Romani dovettero far fronte a una lunga resistenza da parte degli abitanti della zona (Liguri Ingauni), che arrivarono ad allearsi con i Cartaginesi nel corso della seconda guerra punica. La sottomissione all'Impero romano fu definitiva dopo la sconfitta cartaginese del 181 a.C., nella battaglia combattuta presso Capo Caprazoppa, a Finale Ligure. Durante l'era longobarda cominciò a svilupparsi il borgo medievale, intorno al castello già presente in epoca romana, fra la foce del torrente Maremola e il colle del Trabocchetto.
La vicinanza del monte al mare favorì la coltivazione dei cereali e degli ortaggi, grazie alla naturale difesa dai venti. Il borgo, acquistata maggior potenza economica, divenne presto attrattiva feudale dei signori del luogo e della chiesa, come i marchesi Del Carretto (intorno all'XI secolo) e il vescovo di Albenga (fu lo stesso marchese Enrico II Del Carretto a cedere, nel 1216, il borgo al vescovo Oberto II), ma solo quest'ultimo riuscì a dominare il comune rivierasco. Il vescovo si adoperò per la ricostruzione del castello, nel XII secolo, e del borgo medievale, di cui restano ancora alcune significative testimonianze. In questo periodo la cittadina si estese verso sud-ovest, dando origine al cosiddetto Borgo Nuovo.
Con atto del 17 dicembre 1385, rogato a Genova, il papa Urbano VI cedette "La Pietra" e le sue Ville alla Repubblica di Genova in pagamento dell'aiuto dato dalle galee della repubblica che lo avevano liberato quando si trovava a Nocera, assediato dalle truppe di Carlo II d'Ungheria nuovo re di Napoli (favorevole all'antipapa Clemente VII). La comunità pietrese retta da uno statuto (approvato da Genova il 15 febbraio 1386) e da un podestà inviato dalla Repubblica comprendeva le località di: Toirano, Boissano, Giustenice (dal 1448), Verzi (oggi aggregata a Loano), Ranzi (oggi aggregata al comune di Pietra Ligure), Borgio e Verezzi.

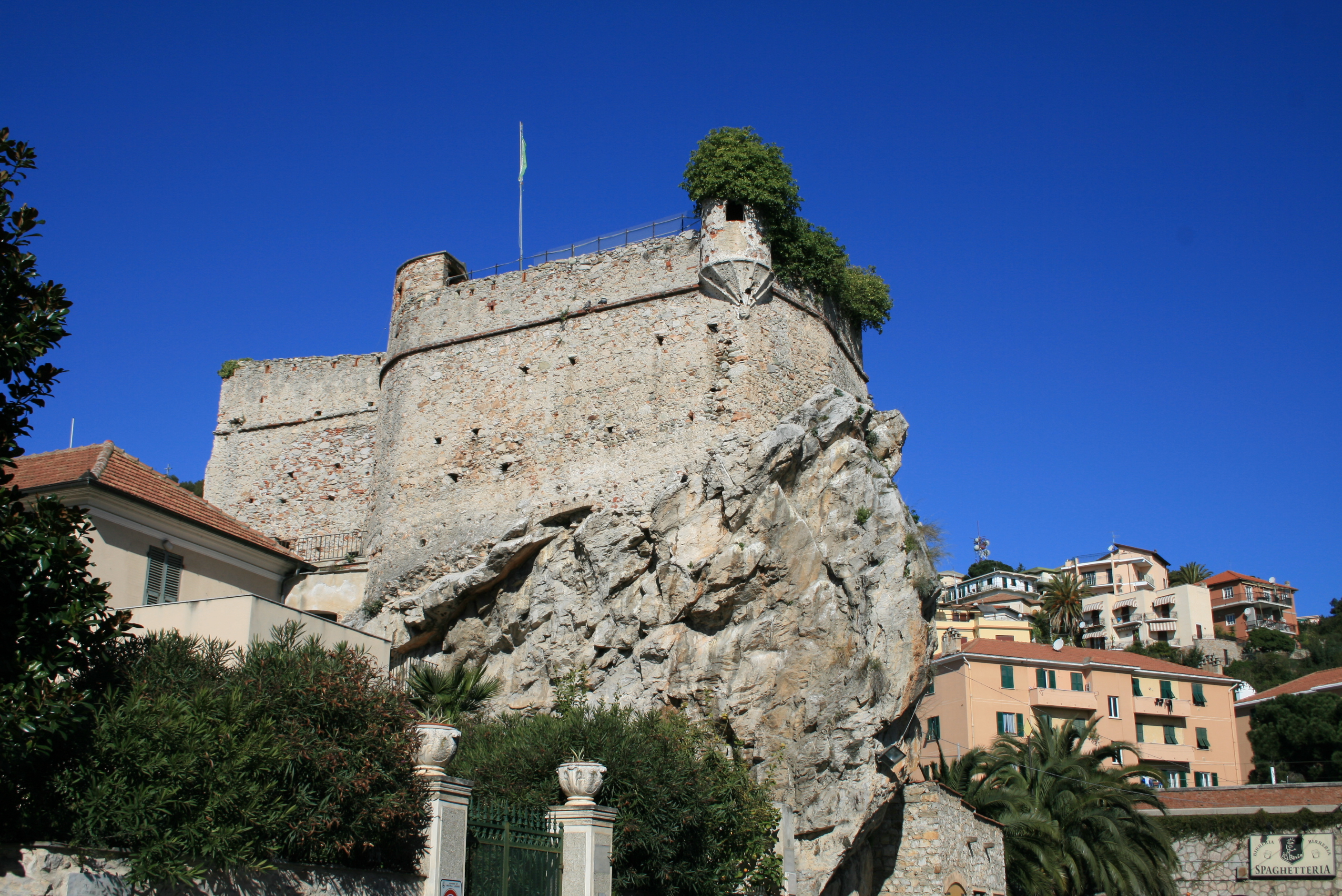
Il castello

Pietra rimase fedele a Genova in molte occasioni, tra cui nella guerra del 1447 contro i marchesi di Finale e in quella del 1625 contro il Ducato di Savoia per il dominio sul Marchesato di Zuccarello, cedendo i propri uomini all'esercito della repubblica. La repubblica genovese ricambiò spesso la fedeltà aiutando il borgo nello sviluppo economico e difendendolo dagli attacchi delle comunità limitrofe.
Risale al XVII secolo la nuova espansione edilizia lungo la sponda destra del torrente Maremola, che diede vita al nuovo quartiere denominato Ajetta (dalla brezza che vi spira), successivamente distrutto durante i bombardamenti della seconda guerra mondiale e ricostruito nel dopoguerra.
Caduta la repubblica genovese e con la dominazione di Napoleone Bonaparte il territorio della Pietra rientrò dal 2 dicembre 1797 nel Dipartimento del Letimbro, con capoluogo Savona, all'interno della Repubblica Ligure. Dal 28 aprile del 1798 fece parte del III cantone, come capoluogo, della Giurisdizione delle Arene Candide e dal 1803 centro principale del VI cantone della Maremola nella Giurisdizione di Colombo. Annesso al Primo Impero francese, dal 13 giugno 1805 al 1814 fu inserito nel Dipartimento di Montenotte. Nel 1815 fu inglobato nella provincia di Albenga del Regno di Sardegna, così come stabilì il Congresso di Vienna del 1814, e successivamente nel Regno d'Italia dal 1861; nel 1863 assunse la denominazione di Pietra Ligure.
Dal 1859 al 1927 il territorio fu compreso nel V mandamento omonimo del circondario di Albenga facente parte della provincia di Genova; nel 1927 con la soppressione del circondario ingauno passò, per pochi mesi, nel circondario di Savona e, infine, sotto la neo costituita provincia di Savona. Nell'Ottocento e nel Novecento l'attività portuale, già fiorente per naviglio di medio cabotaggio, venne incrementata con la costruzione di un cantiere navale, nel sito occupato oggi dall'Hotel Lido, che costruì diversi bastimenti di notevole tonnellaggio, tra cui il brigantino a palo denominato La Pietra; altri cantieri navali furono costruiti nel 1916.
Subisce gli ultimi aggiustamenti al territorio comunale nel 1928 quando le fu unito il soppresso comune di Ranzi Pietra, già legato storicamente con Giustenice e poi indipendente.
Nel periodo dell'occupazione tedesca e della Repubblica Sociale Italiana, anche Pietra Ligure fu colpita dalle persecuzioni antiebraiche con l'arresto il 29 dicembre 1943 di Sara Dana (1927-1944), una ragazzina ebrea milanese che era ricoverata per cure all'ospedale Santa Corona. Morirà ad Auschwitz.
Al referendum istituzionale del 1946, il 58,3% degli elettori pietresi votò per la Repubblica, mentre il 41,6% votò per la monarchia.
Dopo la Seconda guerra mondiale, negli anni '50 e '60, il paese beneficiò del boom economico italiano, con investimenti in infrastrutture e urbanistica. Il potenziamento della ferrovia Genova-Ventimiglia e della Via Aurelia rese Pietra Ligure facilmente raggiungibile dal Nord Italia.

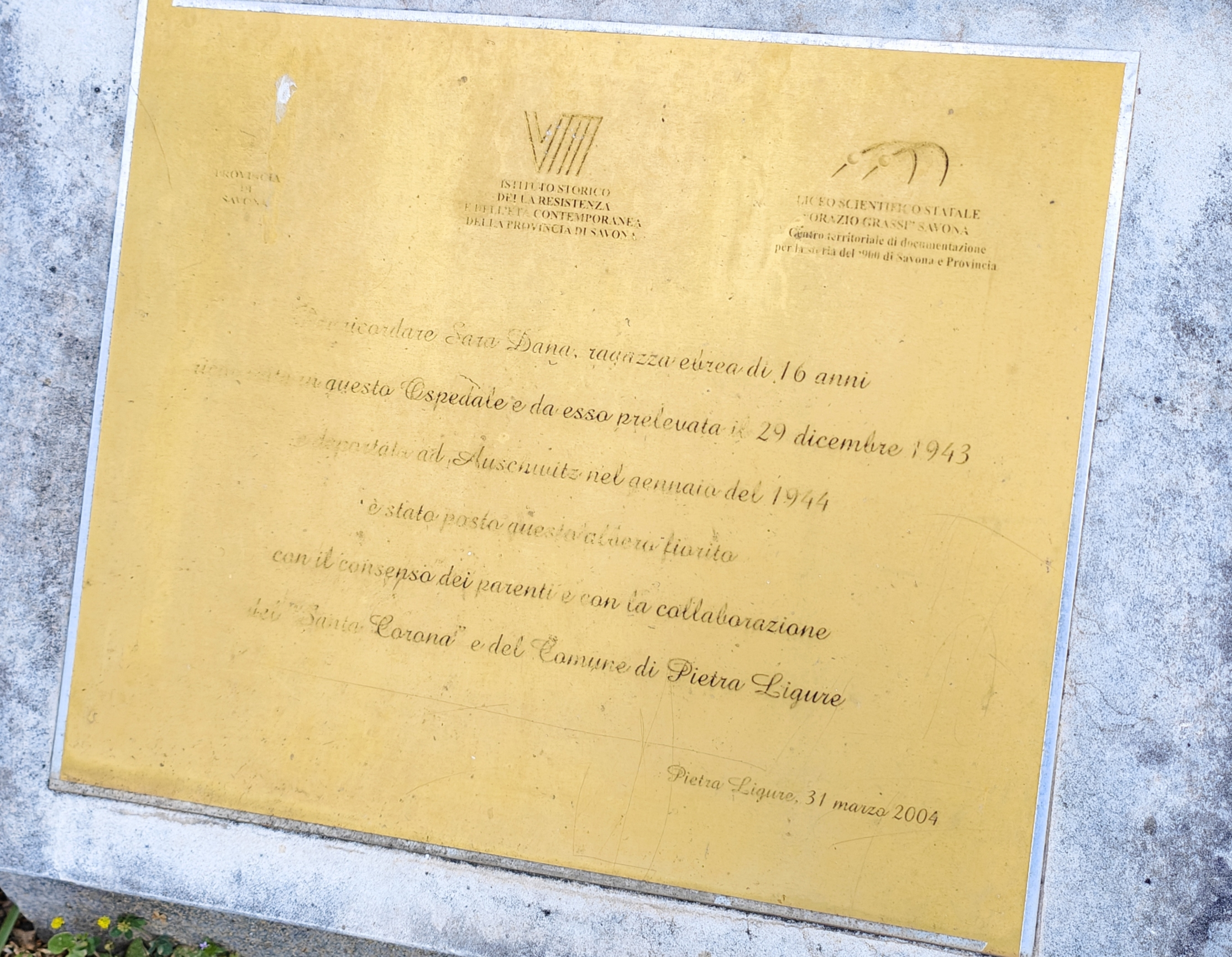
Targa commemorativa (2004) presso il patio in zona adiacente l'unità spinale unipolare del Santa Corona dedicata a Sara Dana deceduta ad Auschwitz nel 1944

Dal 1973 al 31 dicembre 2008 ha fatto parte della Comunità montana Pollupice.
Dal 4 dicembre 2014 alla primavera del 2015 ha fatto parte dell'Unione dei comuni della Riviera delle Palme e degli ulivi.

### Simboli
Stemma
Gonfalone

Lo stemma è stato approvato con delibera del consiglio comunale n. 25 del 18 aprile 2001 e n. 39 del 28 giugno 2001 e modificato con delibera del consiglio comunale n. 36 del 10 agosto 2004.

## Monumenti e luoghi d'interesse

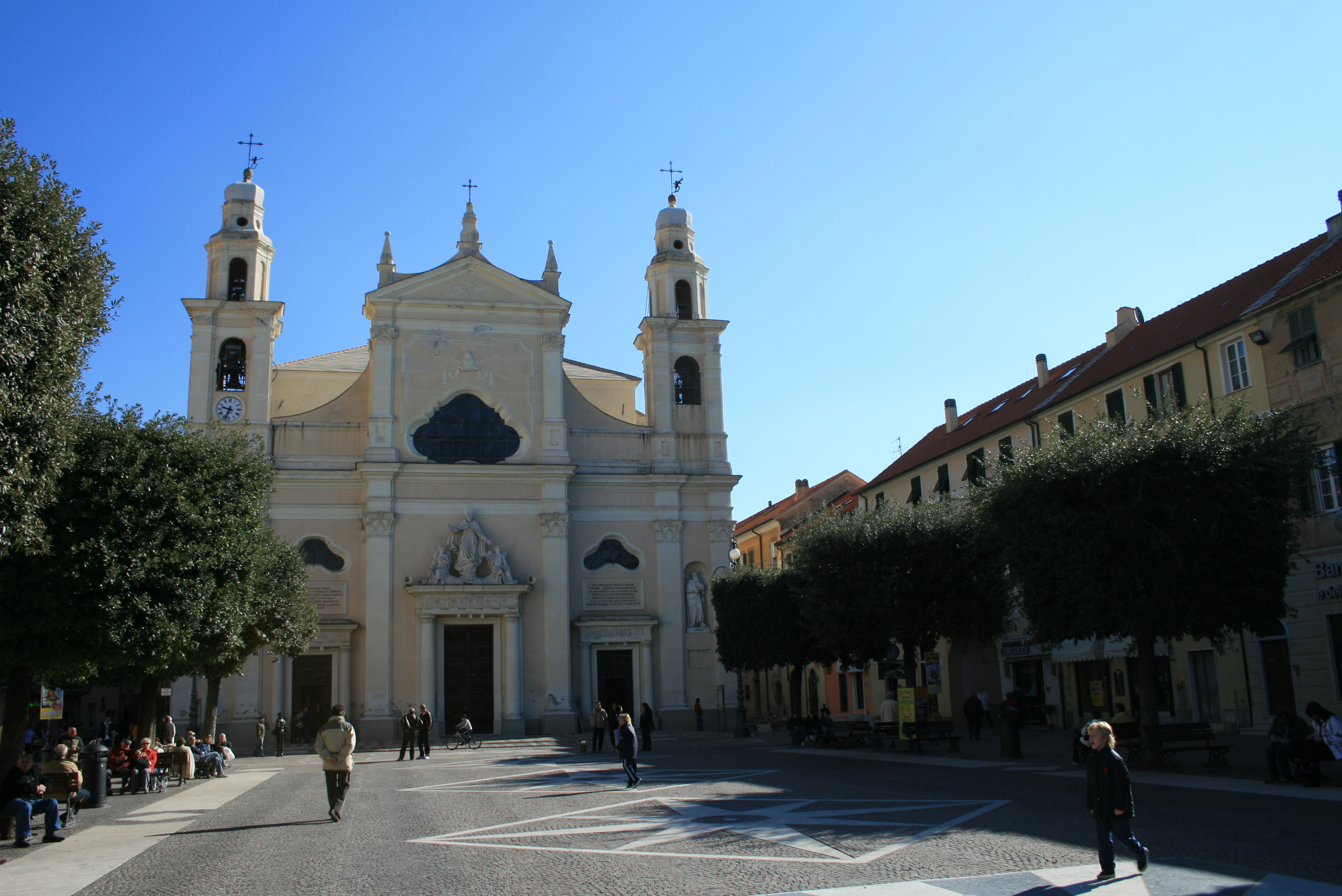
La basilica di San Nicolò nel centro storico pietrese

### Architetture religiose
- Basilica di San Nicolò nel centro storico pietrese. Voluta dalla comunità come voto per la liberazione dalla peste (1525), i lavori per la sua costruzione (su progetto dell'architetto genovese Giovanni Battista Montaldo) cominciarono nel 1750 e si protrassero per 41 anni; la chiesa, benché incompiuta e con un solo campanile, venne benedetta il 25 novembre 1791. Dopo l'arresto dei lavori a causa dell'invasione francese e susseguente dominazione napoleonica, il completamento avvenne tra il 1814 e il 1863 con la definitiva consacrazione l'8 luglio 1891. Tra le opere pregevoli l'icona su legno di San Nicolò dipinta da Giovanni Barbagelata (pittore genovese) nel 1498 e installata nell'abside dell'antica parrocchiale e trasferita in basilica nel 1791; un crocefisso processionale (già della confraternita di Santa Caterina) attribuito ad Anton Maria Maragliano di Genova; il coro (1711) ed il pulpito (1695) in noce scuro, facenti parte degli arredi della Cattedrale di Marsiglia, acquistati da marinai pietresi nel maggio del 1794 prima che venissero dati alle fiamme dai rivoluzionari; i due gruppi processionali dell'Assunta (1858) e di San Nicolò (1877) del savonese Antonio Brilla. In occasione dei festeggiamenti per il secondo centenario di vita, nel 1992, viene elevata alla dignità di basilica minore.
- Oratorio dei Bianchi o della Concezione nel centro storico pietrese, antica chiesa parrocchiale di Pietra Ligure. La prima pieve fu edificata dietro il locale castello e consacrata nel 465 dal vescovo albenganese Gaudenzio. La chiesa nella sua attuale posizione fu invece edificata nell'anno 885, riedificata e ingrandita nel 1384 in stile romanico. Abbandonata nel 1791 con l'apertura della nuova basilica di San Nicolò, nel 1796 venne concessa dal "parlamento pietrese" alla confraternita dei Disciplinanti, che ambiva a possedere un nuovo oratorio nel centro del borgo. Trasformata in auditorium dal 1976, nel 2006 è stata nuovamente restaurata sia all'interno che all'esterno e destinata unicamente al culto. Dal 2015 in essa ha sede la Confraternita dell'Orazione e Morte detta dei Neri.

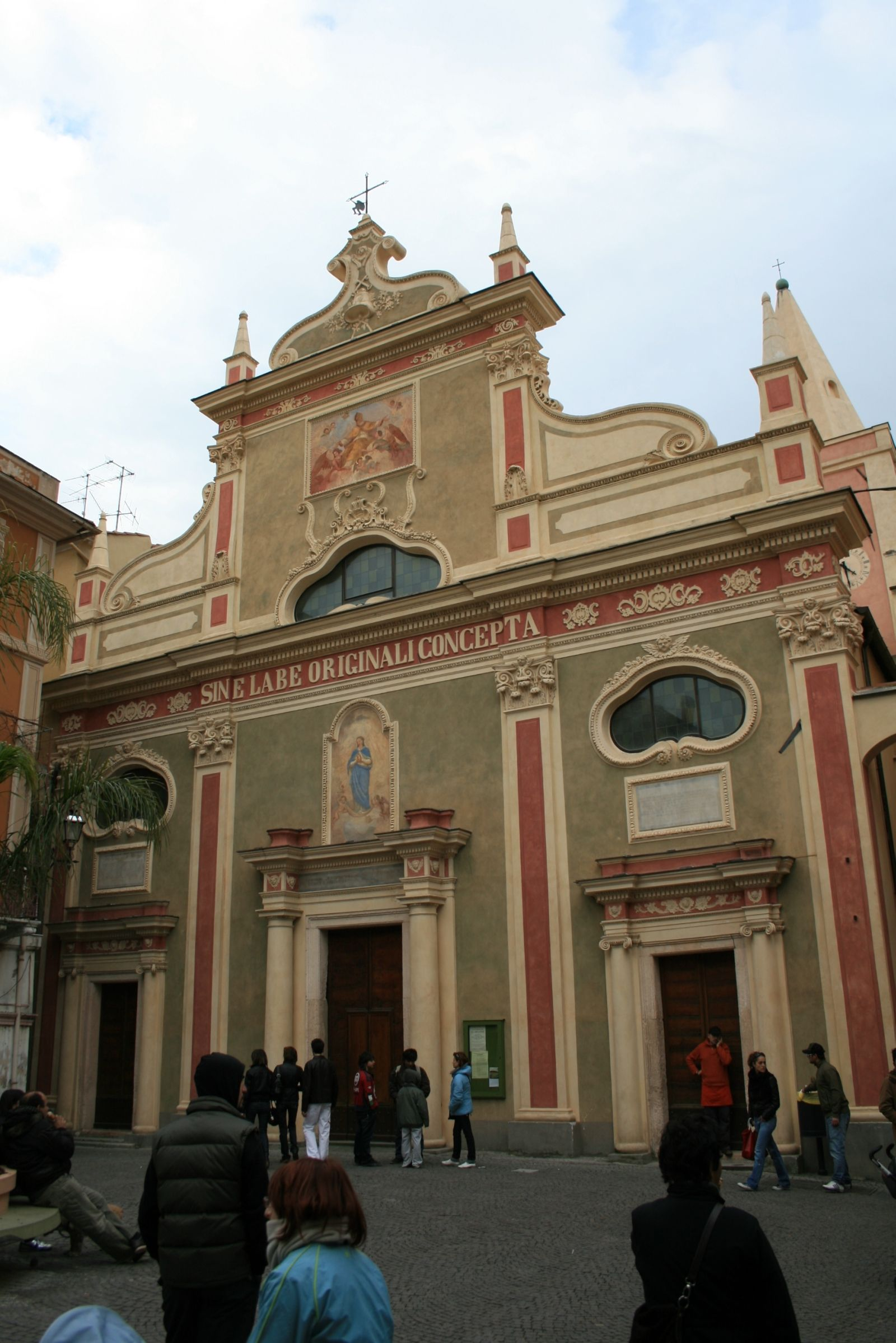
L'oratorio della Concezione, già "dei Bianchi".

- Oratorio della Santissima Annunziata-Confraternita di Santa Caterina V.M. detta dei Rossi nel centro storico pietrese. Sulla prima Domus Batutorum costruita tra il XIII e il XIV secolo extramoenia e donata nel giugno del 1481 dalla Compagnia dei battuti ai RRPP Domenicani questi vi costruirono una prima chiesa con convento consacrata nel 1519. La chiesa venne ingrandita tra il 1660 e il 1683 nelle attuali forme. Soppressa con le leggi della Repubblica Ligure nel 1799, dopo essere stata trasformata in deposito, venne concessa come oratorio alla confraternita della Morte e Orazione. Sul finire del XIX secolo la chiesa venne completamente restaurata, sia internamente sia esternamente, dalla nobildonna pietrese Carlotta Bosio Regina. L'interno a unica navata ha oltre l'altare maggiore 4 altari, tra questi il più antico e prezioso, caratterizzato da intarsi in marmo della seconda metà del XVII secolo è dedicato alla Vergine del Santo Rosario, gli altri sono dedicati a sant'Anna, alle martiri Lucia e Caterina e a san Pio V che vi risiedette nel 1550 da semplice monaco domenicano (padre Michele Ghislieri) nel 1566 venne elevato al soglio pontificio prendendo il nome di Pio V, fu canonizzato nel 1713. Dal 1979 è officiata dalla confraternita di Santa Caterina Vergine Martire detta dei Rossi.

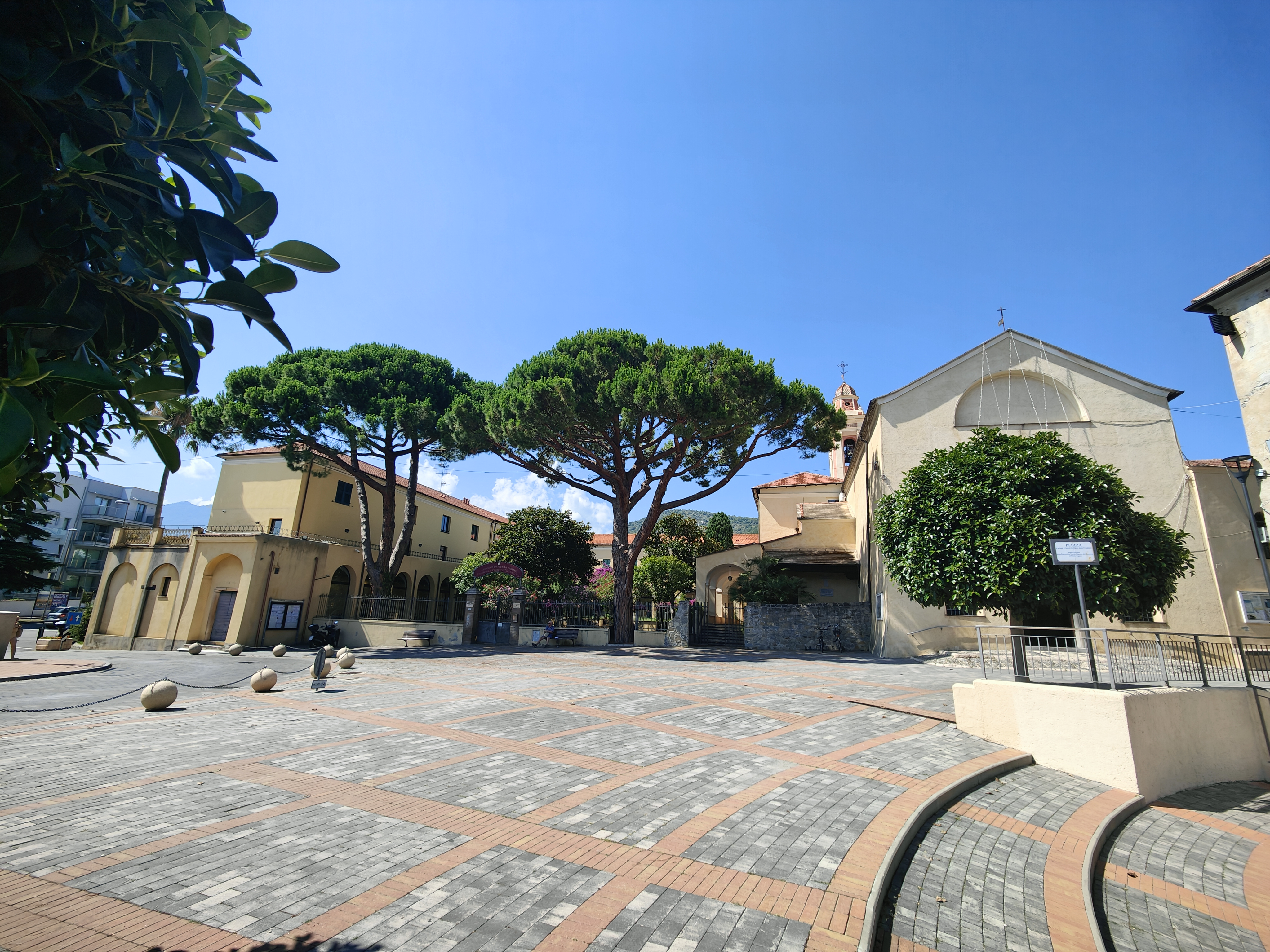
Complesso del Santuario di Nostra Signora del Soccorso (a destra) e Casa protetta di Santo Spirito (a sinistra) vista dalla piazza Padre Cristoforo Boccardo, (vicino la piazzetta-parcheggio dottor Angelo Spotorno)

- Santuario di Nostra Signora del Soccorso, officiata dai Frati Minori Francescani, una delle principali chiese di Pietra Ligure. Già nel XIV secolo nelle paludi del Maremola esisteva una piccola cappella, su cui era dipinta a fresco un'immagine della Madonna col Bambino; nel 1548 si decise la costruzione di fronte alla cappella di una nuova e più ampia chiesa. Dal 1969 la chiesa è divenuta parrocchiale.
- Chiesa parrocchiale di San Bernardo Abate nella frazione di Ranzi, edificata tra il 1530 e il 1615. La comunità fu separata dalla parrocchiale di San Michele Arcangelo di Giustenice e istituita nel 1615.
- Cappella di San Sebastiano nella frazione di Ranzi, fondata intorno all'anno 1000 dai monaci benedettini presso la collina dei Gazzi.
- Cappella di Sant'Antonio da Padova nella frazione di Ranzi, edificata tra il 1747 e il 1749.
- Cappella di Santa Liberata nella frazione di Ranzi, menzionata in un documento del 1701 ma di origini antiche.
- Cappella della Concezione nella frazione di Ranzi.

### Architetture civili
- Palazzo Golli, situato in piazza Martiri della libertà, oggi sede del municipio. Ha un pregevole portale in pietra del Finale del XV secolo, sormontato da due medaglioni, raffiguranti l'imperatore Antonino Pio e la moglie Faustina maggiore (II secolo).
- Palazzo Leale-Franchelli, nel centro storico pietrese, ubicato al di sotto del locale castello. Il palazzo, già antica dimora estiva dei vescovi-conti di Albenga, poi passato in proprietà a diverse famiglie nobili pietresi quali gli Arnaldi, poi ai Garibado e quindi per successione ereditaria ai conti Franchelli, poi Leale-Franchelli, e quindi alla famiglia Gramatica di Bellagio, erede di un ramo cadetto dei Leale. Il palazzo si presenta oggi nella sua forma settecentesca, e al suo interno si trovano sale affrescate dal pittore savonese Antonio Novaro[15]. Si conservano inoltre una collezione di porcellane, antiche stampe e una privata biblioteca, oltre all'importante testamento autografo dell'ammiraglio Andrea Doria[15] che più volte, nel corso del XVI secolo, soggiornò presso il castello pietrese[15].
- Cinema-teatro "Guido Moretti" (ex Comunale). Il primo teatro a Pietra Ligure, edificato nel quartiere dell'Ajetta, dove oggi si trova il busto di Giuseppe Verdi, nel 1898 era di proprietà della banda cittadina. Gravemente danneggiato dai bombardamenti della seconda guerra mondiale, nel 1951 fu demolito e l'amministrazione comunale decise la costruzione di un nuovo cinema-teatro a lato del castello dotato di bar interno, guardaroba, platea e galleria (con capienza di oltre 800 posti) che fu inaugurato nel 1953. Funzionante fino agli anni ottanta, e quindi chiuso, nel giugno del 2007 ha riaperto i battenti dopo un lungo restauro. Il cinema è dotato di bar interno, impianto audio di ultima generazione, posti a sedere disposti su due diversi livelli (platea e galleria). Il 18 dicembre 2011, durante la cerimonia del Confuoco, l'edificio è stato intitolato al maestro Guido Moretti, già direttore della banda cittadina "Società Filarmonica G. Moretti 1518".
- Osservatorio di Castagnabanca[16][17]. L'osservatorio astronomico, ormai dismesso, era situato nella località di Castagnabanca, è stato fondato da alcuni astrofili (Associazione Astrofili Orione) nel 1985. Si trattava di uno dei maggiori osservatori liguri. Dotato di un largo specchio riflettore, permette l'osservazione di pianeti e comete. Era situato fuori dal centro cittadino, in modo da non essere disturbato dall'inquinamento luminoso.
- Il frantoio "U Gumbu". Collocato nelle aiuole della passeggiata, nell'aprile 1999 è stato trasferito da Balestrino un frantoio per la macina delle olive, risalente al XVIII secolo. Composto da due ruote dentate in legno, basamenti, pressa e altri accorgimenti tecnici.
- Il ponte della Madonnina, antico ponte romano a schiena d'asino situato sul torrente Maremola, venne restaurato nel 1695, ma nel 1933 a causa di una disastrosa inondazione venne abbattuto e poi ricostruito con una semplice soletta. Dell'antico ponte rimane il primo arco verso levante. Al centro il nicchio si conserva la statua della Madonna che le dà il nome.

### Architetture militari

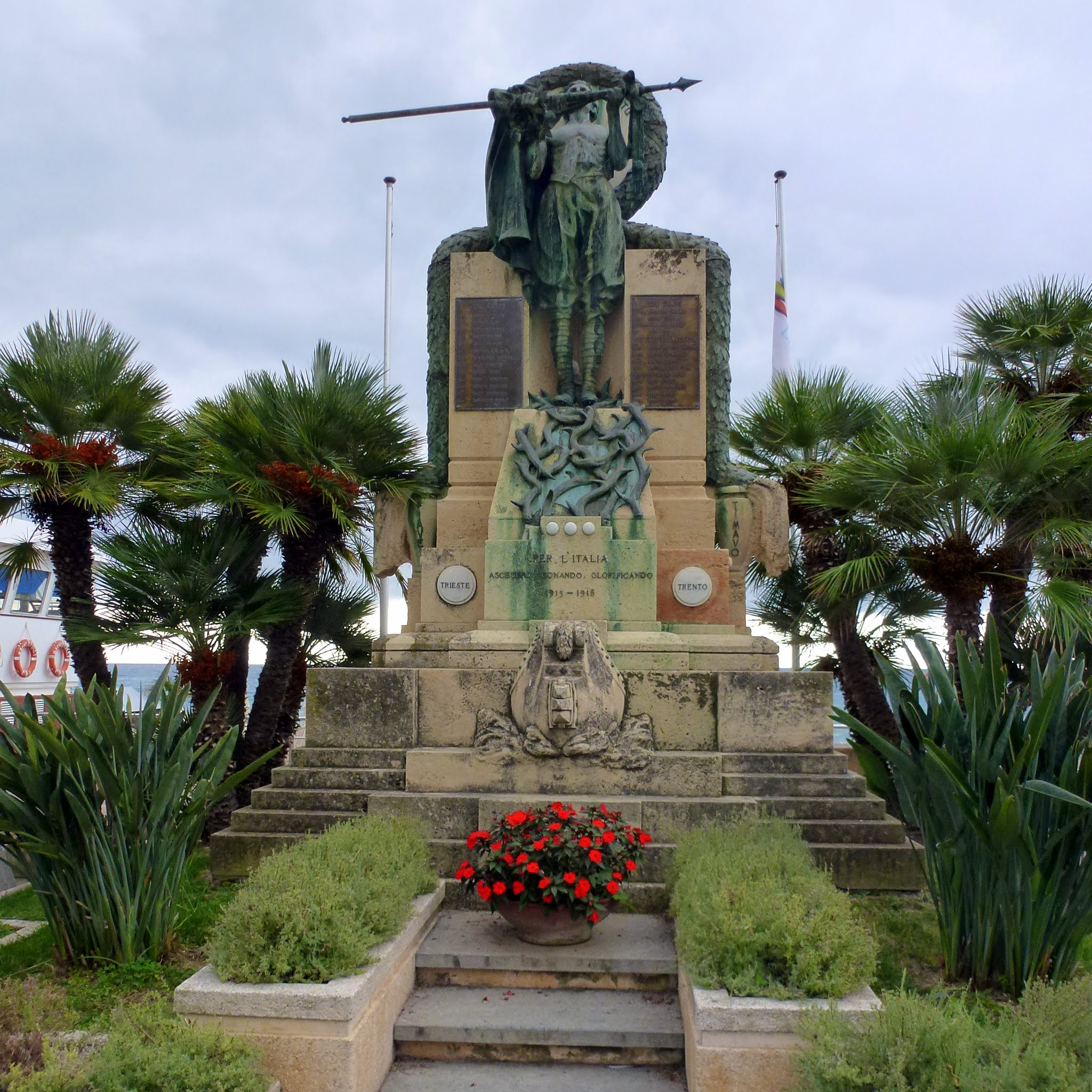
Il monumento ai caduti della Grande Guerra

- Castello di Pietra Ligure. Presente in epoca romana, il castello fu ingrandito nel periodo delle invasioni barbariche e saracene (VI-IX secolo), di proprietà vescovile, e raggiunse le sue attuali dimensioni nel XVI secolo. Distrutto probabilmente dal re Rotari, nello stesso sito sorse nel XII secolo il castello medievale, roccaforte dei vescovi di Albenga e che rimase fino alla fine del Trecento quando fu ceduto agli Arnaldo. Nella fortezza vi furono imprigionati i Grimaldi alla fine del Trecento.

### Monumenti
- Monumento bronzeo ai caduti della prima guerra mondiale, opera del genovese Bartolomeo Ratto, situato sulla passeggiata e raffigurante un Fante incoronato d'alloro che porge una lancia che sorregge la mantella d'ordinanza. Fu opera voluta dal podestà, marchese Frascaroli, in onore e ricordo dei caduti pietresi della "Grande Guerra" del 1915-1918. Venne inaugurato il 5 luglio del 1925.
- Inno al lavoro, scolpito in "pietra di Verezzi" in stile prettamente littorio, inaugurato nel 1940. Il guerriero impugna nella mano destra un gladio. Si trova sulla facciata della stazione ferroviaria.
- Monumento dedicato all'armatore Ignazio Messina, in via Rossello, attiguo alla portineria del cantiere navale. Ignazio Messina diresse il locale Cantiere Navale, allora con la denominazione di CAMED, "Cantieri Navali del Mediterraneo di Pietra Ligure" dal 1940 al 1967, che contribuì notevolmente allo sviluppo della città.
- Monumento agli alpini, era posto in piazza Rosselli, fu inaugurato nell'aprile del 1997 dall'"Associazione Alpini della Val Maremola". Era dedicato a tutte le penne mozze e ai caduti della prima e seconda guerra mondiale. È stato successivamente rimosso come parte della restaurazione di Piazza Rosselli.

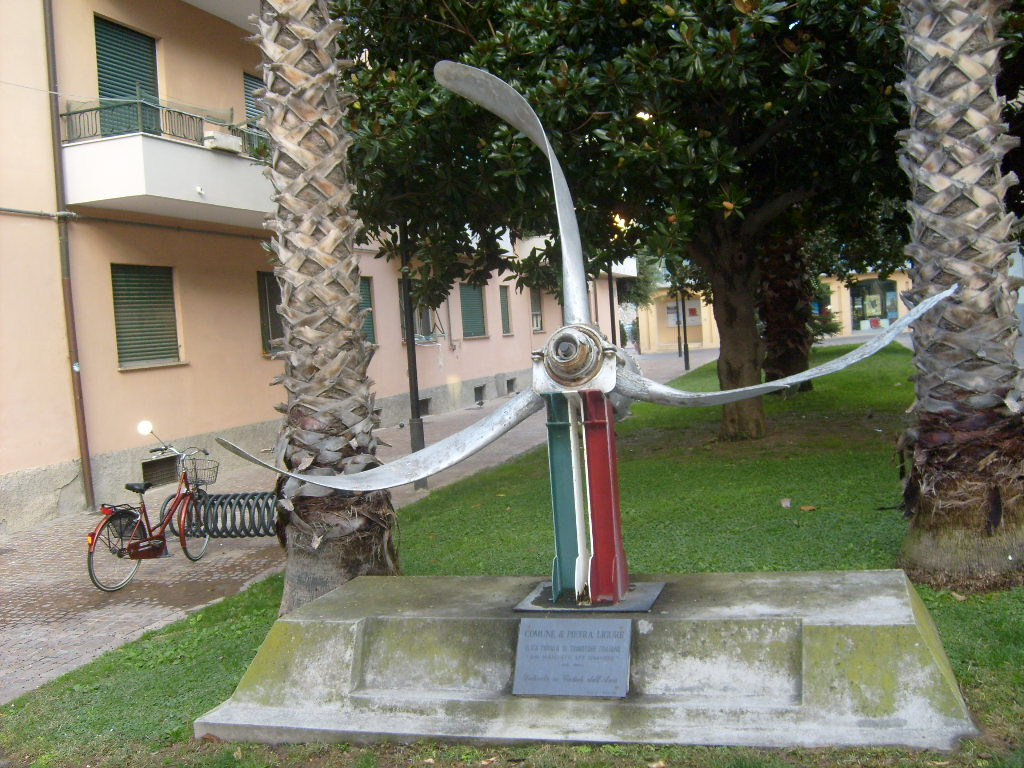
L'elica tripala del trimotore Savoia-Marchetti S.M.79

- Monumento alle vittime del lavoro, si trova in piazza San Pio V nel sagrato dell'oratorio della Santissima Annunziata, è rappresentato da un'ancora donata dal cantiere navale, che ha una maglia della catena spezzata a ricordare il tributo di sangue dato al progresso dell'attività marinara e cantieristica dal paese. È stato inaugurato nel 1981 da Ida Fiallo, vedova di Roveta Valentino, l'ultimo operaio deceduto nel cantiere navale.
- Monumento al Don Chisciotte della Mancia, presso lo slargo di via S. Rossello, realizzato con spezzoni di ferro dall'architetto pietrese Camillo Ciribì nella metà degli anni sessanta.
- Monumento alla mamma: sulla passeggiata Don Giovanni Bado, realizzato con tecnica di cemento trattato, una particolare caratteristica del celebre scultore Laci Freund, di origine israeliana. Rappresenta la tenera immagine di una mamma con il proprio bambino. L'opera risale ai primi anni settanta. Molti lavori dell'artista sono esposti a Parigi e in altre città del mondo.
- Monumento a San Giuseppe, nel quartiere dell'Ajetta. Analogamente al monumento alla mamma, si tratta di un'opera realizzata con particolare tecnica in cemento dall'artista israeliano Laci Freund. È stato donato alla comunità di Pietra Ligure.
- Monumento alla Marina presso la passeggiata a mare, vicino al pontile. Lo sguardo dell'eroe è teso verso l'azzurro orizzonte. La dedica incisa nel monumento recita: "A TE O GRANDE IDDIO. BENEDICI, O SIGNORE, LE NOSTRE CASE LONTANE, LE CARE GENTI". Il monumento è stato inaugurato il 1º dicembre 1996. Scolpito nel granito dall'artista Raffaele Mondazzi di Torino. Rappresenta il nocchiero Pietro Enrico, discendente da antica famiglia pietrese. Durante un cruento combattimento navale nelle acque di Pantelleria (1943) immolava la sua giovane vita a bordo del cacciatorpediniere Maloncello.
- Monumento a Giuseppe Verdi. Il busto del musicista è situato lungo la passeggiata a mare, opera in bronzo del 1901 del pietrese Alberto Castellino, si trova nel luogo dove esisteva il teatro demolito nel corso della ricostruzione del quartiere Ajetta negli anni cinquanta.
- Monumento ai marinai, in via N. C. Regina a fianco dell'oratorio della Santissima Annunziata, è costituito da una grande ancora in ferro recuperata negli anni ottanta nel fondale di fronte alla cittadina da un peschereccio. La popolazione pietrese accolse la sottoscrizione promossa dal centro storico e fu raccolta una somma considerevole per acquistare il reperto al patrimonio storico cittadino. L'ancora venne installata nell'auditorium La Pietra, quindi nel 2006 è stata trasferita, unitamente alla lapide, nel luogo ove si trova tuttora. L'ancora apparteneva alla nave ammiraglia dell'ammiraglio Horatio Nelson, che nel 1795 si trovava nelle acque liguri dove prese parte a una battaglia navale, e venne persa nel corso di un fortunale.

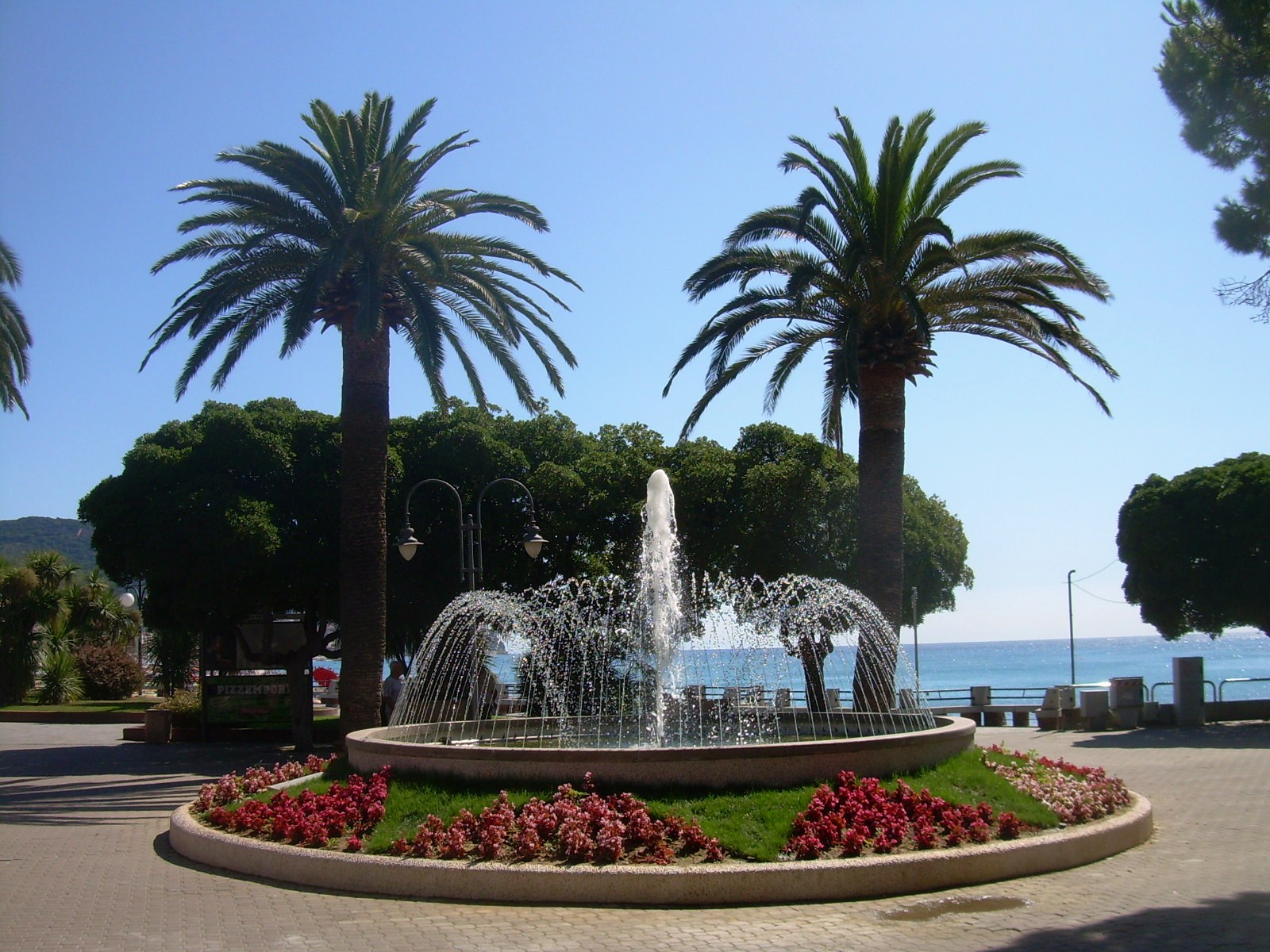
La nuova fontana del lungomare

- Monumento al partigiano, nel piazzale De Gasperi. È stato inaugurato il 4 giugno 2000. Rende onore alla memoria dei partigiani e di tutti coloro che hanno combattuto per la causa della libertà. Realizzato dalla scultrice italo-uruguaiana Ana Poggi.
- Busto di papa Giovanni XXIII in marmo bianco collocato in Via Oberdan nei pressi della chiesa di Sant'Anna.
- Pignone dell'elica della nave mercantile italiana San Guglielmo, in via Matteotti, affondata da un sommergibile tedesco il 9 gennaio 1918 mentre transitava davanti alla costa.
- L'elica tripala, in via Matteotti, faceva parte del trimotore italiano Savoia-Marchetti S.M.79 (seconda guerra mondiale). Donato alla città e inaugurato il 21 dicembre 1986, è stato dedicato ai caduti dell'aria.
- La noria "a noia". Situata vicino al frantoio, proviene dalla piana del Maremola, ossia lo strumento con cui venivano irrigate le colture composta di vaschette unite a catena, e la ruota metallica a cui veniva attaccato l'asino.
- Monumento ai caduti di tutte le guerre nella frazione di Ranzi, inaugurato nel 1923 e collocato nella piazza antistante la chiesa parrocchiale di San Bernardo.
- La Croce di Ferro a Ranzi, in via della Concezione, datata al novembre del 1934, ricorda il passaggio dei frati minori cappuccini.
- La "palma di Ranzi", in via della Concezione. Unitamente al millenario ulivo, la palma simboleggia Ranzi, già comune autonomo. L'antica svettante palma, che secondo la tradizione venne portata secoli addietro da alcuni oriundi residenti a Malaga, a seguito di un violento temporale si spezzò. L'attuale fu messa a dimora dal comune nell'anno 2000.

### Aree naturali

#### Spiagge

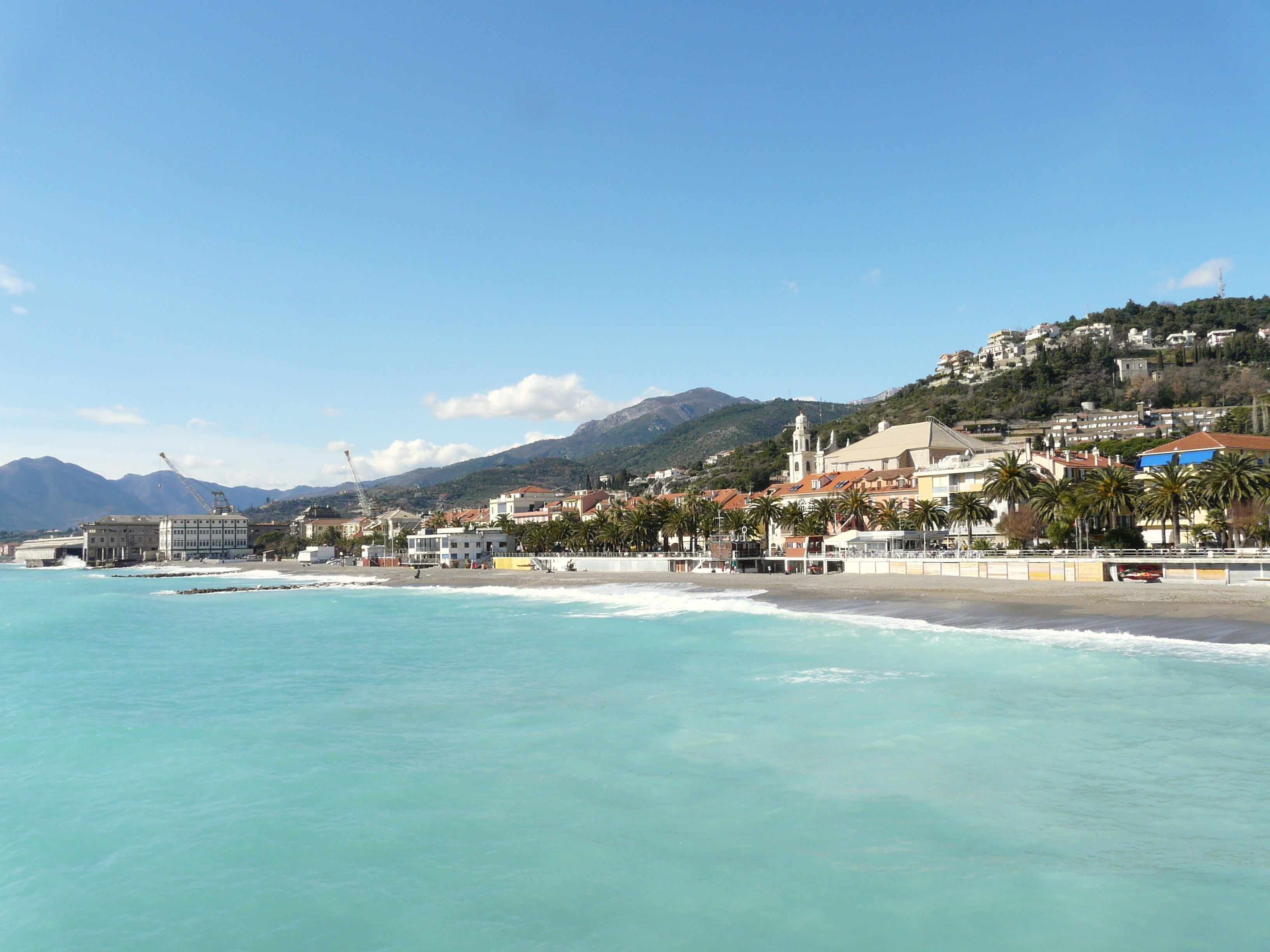
Il litorale di Pietra Ligure

Pietra Ligure ha piccole aree di spiaggia libera, quasi tutte attrezzate con bagni pubblici, docce e alcune anche con giochi per bambini; tutte le altre sono private. Da ricordare la "spiaggia delle barche" dinanzi al centro storico, nel luogo dove un tempo attraccavano i pescatori. Per anni il comune è stato insignito della bandiera blu per la qualità delle spiagge.

#### Aree intorno al monte Trabocchetto
Da Via della Cornice, nel tratto sopra al residence Sant'Anna, comincia una via inizialmente asfaltata, e poco dopo solo un sentiero, che sale sul monte Trabocchetto (Rocca delle Fene). Si tratta di un'antica strada di cui sono ancora in parte visibili le pietre che costituivano il fondo stradale. Salendo di costa raggiunge il margine superiore di una grande cava dismessa, quindi spiana e tra fasce di ulivi prosegue. La vista su tutto il golfo è notevole, e gli ulivi molto antichi. La stradina giunge sino a alcune case e si divide: una stradina sulla destra va verso Ranzi mentre prendendo sulla sinistra, e girando attorno a una casa, si scende in Via Paganini e da qui si torna in breve su Via Ranzi e quindi in Via della Cornice.
Esiste inoltre un'ampia area verde alle pendici del monte: l'orto botanico "Pietro Toesca". Il parco, donato alla città nel 1966 dai fratelli Martini di Genova, è curato da giardinieri che si occupano dello sviluppo delle tante piante di specie diverse. Sono inoltre presenti: un tributo a san Francesco, amante delle piante e animali; un laghetto abitato da pesciolini e tartarughe, attraversato da un ponte, in legno; una zona riservata agli animali (volpe, galline, passeri e altri volatili).

#### Sito di interesse comunitario (SIC)
Tra i territori comunali di Pietra Ligure, Bardineto, Bormida, Boissano, Calizzano, Castelvecchio di Rocca Barbena, Giustenice, Loano, Osiglia, Magliolo, Rialto e Toirano è presente e preservato un sito di interesse comunitario, proposto dalla rete Natura 2000 della Liguria, per il suo particolare interesse naturale, faunistico e geologico. Il sito è collocato nell'area boschiva tra il monte Carmo di Loano e il monte Settepani in cui insistono foreste, praterie, versanti rupestri, cavità di interesse speleologico e formazioni carsiche; nella stessa area è presente la Foresta regionale della Borbottina.
Oltre alle zone boschive comprensivi di faggi, pini silvestri e abeti bianchi, sono segnalate le presenze del rododendro, del ginepro nano del Bric dell'Agnellino, la campanula di Savona (Campanula sabatia), la genziana ligure (Gentiana ligustica), le orchidee, la primula marginata (Primula marginata), lo zafferano ligure (Crocus ligusticus) e l'arnica montana (Arnica montana). Tra le specie animali il pesce sanguinerola (Phoxinus phoxinus) e il gambero di fiume (Austropotamobius pallipes); tra i mammiferi il gatto selvatico (Felis silvestris) e alcuni rinolofi della specie dei chirotteri (Rhinolophus ferrumequinum, Rhinolophus euryale, Rhinolophus hipposideros).

## Società

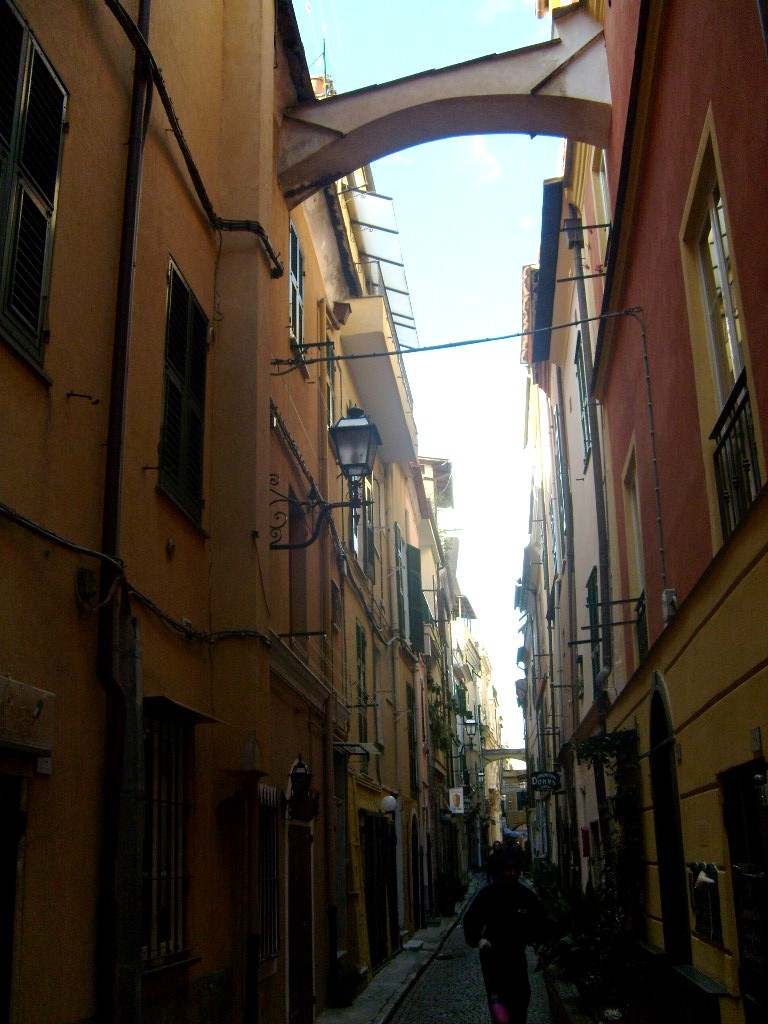
Scorcio di un caruggio del centro storico pietrese

### Evoluzione demografica
Abitanti censiti

### Etnie e minoranze straniere
Secondo i dati Istat al 31 dicembre 2019, i cittadini stranieri residenti a Pietra Ligure sono 789, così suddivisi per nazionalità, elencando per le presenze più significative:
1. Albania, 253
2. Romania, 115
3. Egitto, 62
4. Marocco, 52
5. Bangladesh, 48
6. Cina, 39
7. Ecuador, 33
8. Perù, 29
9. Ucraina, 25

### Istituzioni, enti e associazioni
Ha sede nel comune il presidio ospedaliero "Santa Corona" dell'ASL 2.

## Cultura

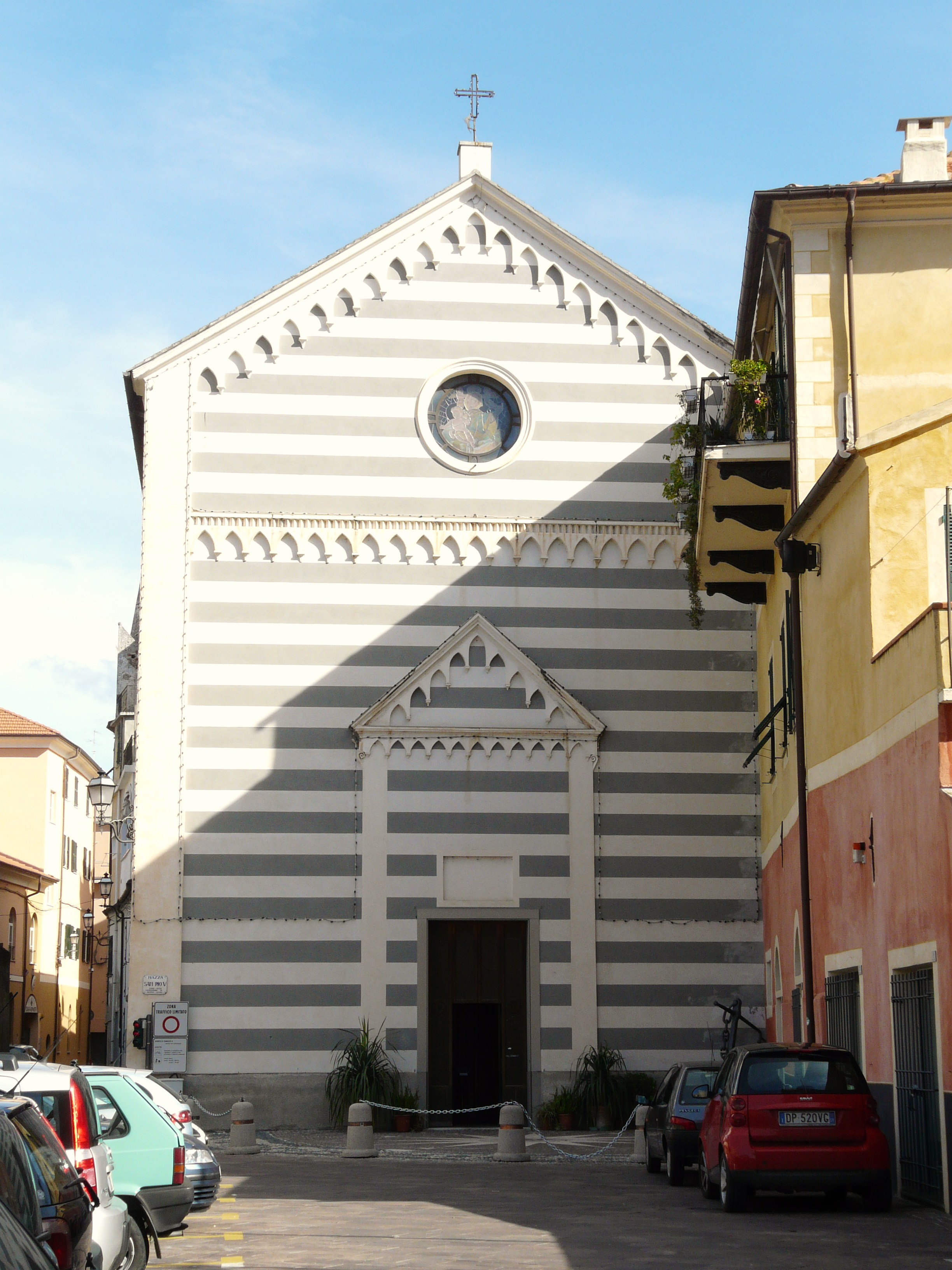
L'oratorio della Santissima Annunziata nel centro storico pietrese

### Istruzione

#### Università e l'ospedale "Santa Corona"
Pietra Ligure ospita il corso di laurea triennale in fisioterapia e il corso di laurea in infermieristica della Scuola di Scienze Mediche e Farmaceutiche (ex Facoltà di Medicina) dell'Università di Genova. I corsi sono tenuti in collaborazione con il locale ospedale "Santa Corona".

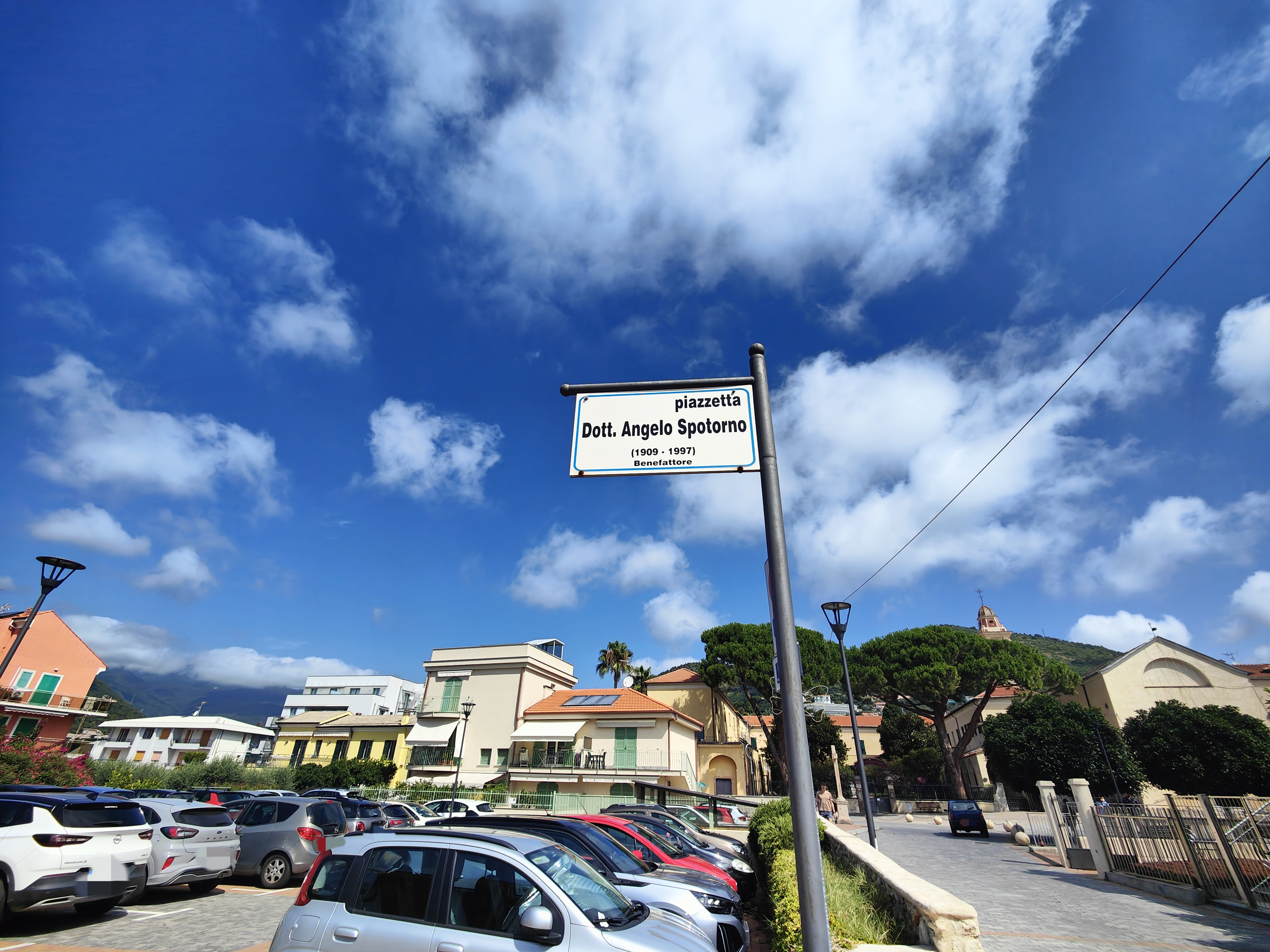
Piazzetta dedicata al medico Angelo Spotorno (1909-1997), in fronte il Santuario di Nostra Signora del Soccorso dei padri francescani

È stata dedicata, nel 2018, la piazzetta con parcheggio (di fronte al Santuario di Nostra Signora del Soccorso) al medico ortopedico Angelo Spotorno (1909-1997), accanto alla sua abitazione, che fu in servizio dal 1939 al 1975 presso il grande ospedale cittadino.

### Tradizioni e folclore
- Confuoco. Si tratta di una manifestazione che risale all'epoca della Repubblica di Genova, di cui "La Pietra" dal 1385 entrò a far parte. Tutti gli anni, la domenica prima di Natale si era soliti organizzare la cerimonia del Confuoco nel corso della quale i Consoli e la cittadinanza rendevano omaggio al Podestà formulando gli auguri di Buon Natale, al termine nell'antica "Piazza vecchia", oggi Piazza La Pietra, veniva allestito un grande falò di alloro al quale veniva dato fuoco. Se le fiamme si levavano diritte verso il cielo era augurio di un felice anno nuovo. La cerimonia medievale, che prevede sfilate di gruppi storici premiazione dei cittadini benemeriti e l'accensione del falò si svolge tuttora la domenica prima di Natale.
- Festa del miracolo di san Nicolò. La maggiore ricorrenza del paese, che viene festeggiata dal 1525 anno nel quale la popolazione pietrese era stata decimata dalla peste. Gli abitanti superstiti chiusero le otto porte delle mura e misero le chiavi nelle mani di un'antica icona in legno che raffigurava il santo di Mira dipinta nel 1494 dal genovese Barbagelata, quindi abbandonarono il paese rifugiandosi in una zona a monte dell'abitato nella quale costruirono delle baracche da cui il nome con cui è ancora conosciuta, Baracchini. Giunse la mattina dell'8 luglio e il suono delle campane a festa, dell'antica parrocchiale svegliò gli abitanti che stupiti di quel suono, essendo il paese deserto tornarono ed ebbero la visione di un vecchio ammantato in abiti pontificali sulla torre. Saliti nella cella campanaria ebbero modo di vedere sulla campana maggiore l'impronta di una mano che la tradizione vuole sia quella di san Nicolò. La comunità civile decise che quella data doveva essere festeggiata sempre sub penis magnis come ricorda una lapide affissa nell'antica chiesa. Da allora la festa è sempre stata solennizzata, ancor oggi suonano le due antiche originali campane del 1505, nel centro si svolge la fiera e alla sera dopo le funzioni religiose sfila la processione nella quale decine di confraternite provenienti da tutta la Liguria accompagnano la pesante arca del santo (opera statuaria genovese della fine del XVII secolo) portata a spalla, nella quale è rappresentato il santo circondato da angeli, con ai piedi il podestà "della Pietra" nell'atto di donare le chiavi originali in ferro della città.
- "Pietra Ligure in Fiore" e "Infiorate per il Corpus Domini". Tutti gli anni nella frazione di Ranzi, davanti alla cappella della Santissima Concezione viene allestita una decorazione floreale per accogliere la conclusione della processione serale. Ogni 3 anni il Comune di Pietra Ligure organizza "Pietra Ligure in Fiore" importante rassegna di infiorate artistiche alla quale partecipano gruppi provenienti dall'Italia e dall'Europa che realizzano le loro opere nelle piazze del centro storico. L'ultima edizione tenutasi nel mese di maggio 2019 ha visto partecipare 41 delegazioni provenienti da 9 regioni italiane e 7 nazioni europee: Austria, Germania, Lituania, Ungheria, Spagna, Portogallo e Polonia.

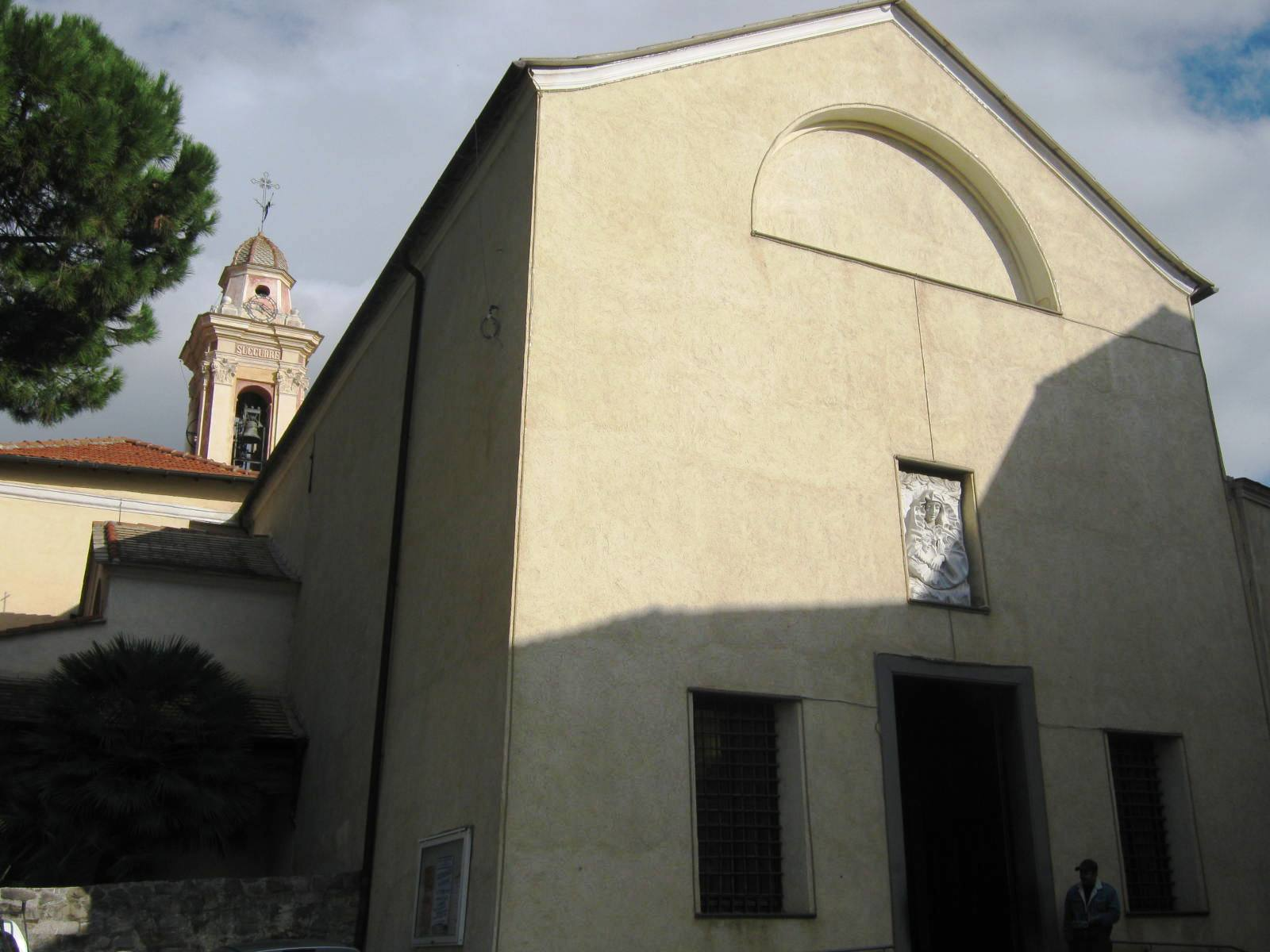
Il santuario di Nostra Signora del Soccorso

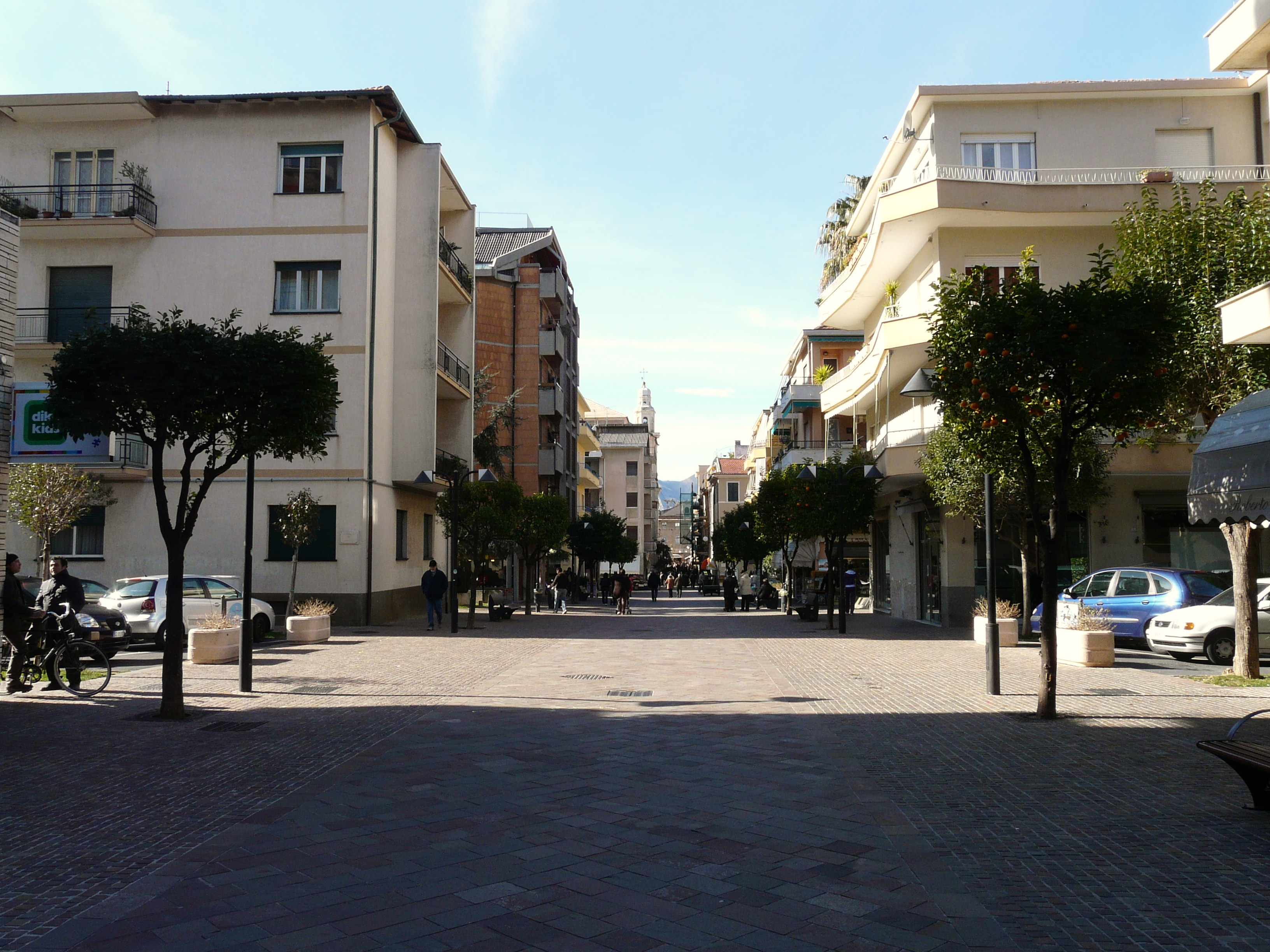
La parte finale di Via G. Matteotti, che attraversa il ricostruito quartiere della Ajetta

## Geografia antropica
Il territorio comunale è costituito, oltre il capoluogo, dall'unica frazione di Ranzi per una superficie territoriale di 9,88 km². Confina a nord con i comuni di Giustenice e Tovo San Giacomo, a sud con il mar Ligure, a ovest con Bardineto, Boissano e Loano, a est con Borgio Verezzi.

## Economia

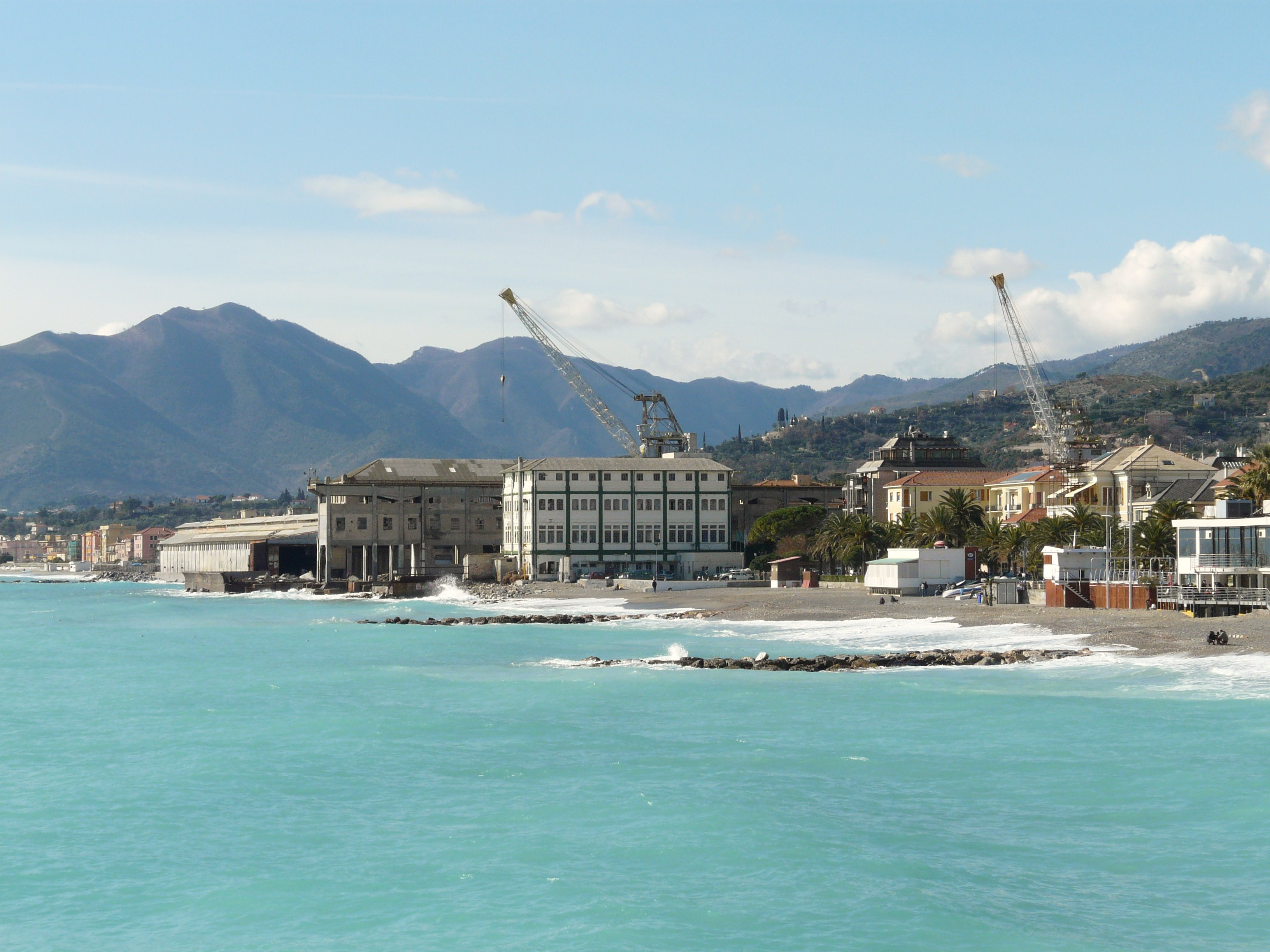
Cantieri navali presso il litorale pietrese

Il turismo è la principale fonte economica, soprattutto nel periodo estivo, ma sono rilevanti anche i settori agricolo e di floricoltura. In certe zone è ancora oggi praticata la coltivazione di orti, frutteti e ulivi.
A Pietra Ligure si trovava un'importante cantiere navale attivo a partire dall'anno 1916 e dismesso nel 2000.

## Infrastrutture e trasporti

### Strade
Il territorio di Pietra Ligure è attraversato principalmente dalla strada statale 1 Via Aurelia, che assicura il collegamento stradale con Borgio Verezzi e Finale Ligure a est, e con Loano e Borghetto Santo Spirito a ovest; la strada provinciale 4 collega la costa pietrese con il comune di Tovo San Giacomo, mentre la provinciale 24 raggiunge il comune di Giustenice. Pietra Ligure è raggiungibile anche dall'uscita autostradale sull'autostrada A10.

### Ferrovie
Pietra Ligure è dotata di una stazione ferroviaria sulla linea Genova-Ventimiglia, situata nei pressi del centro storico. È in previsione lo spostamento della linea ferroviaria nell'entroterra.

## Amministrazione

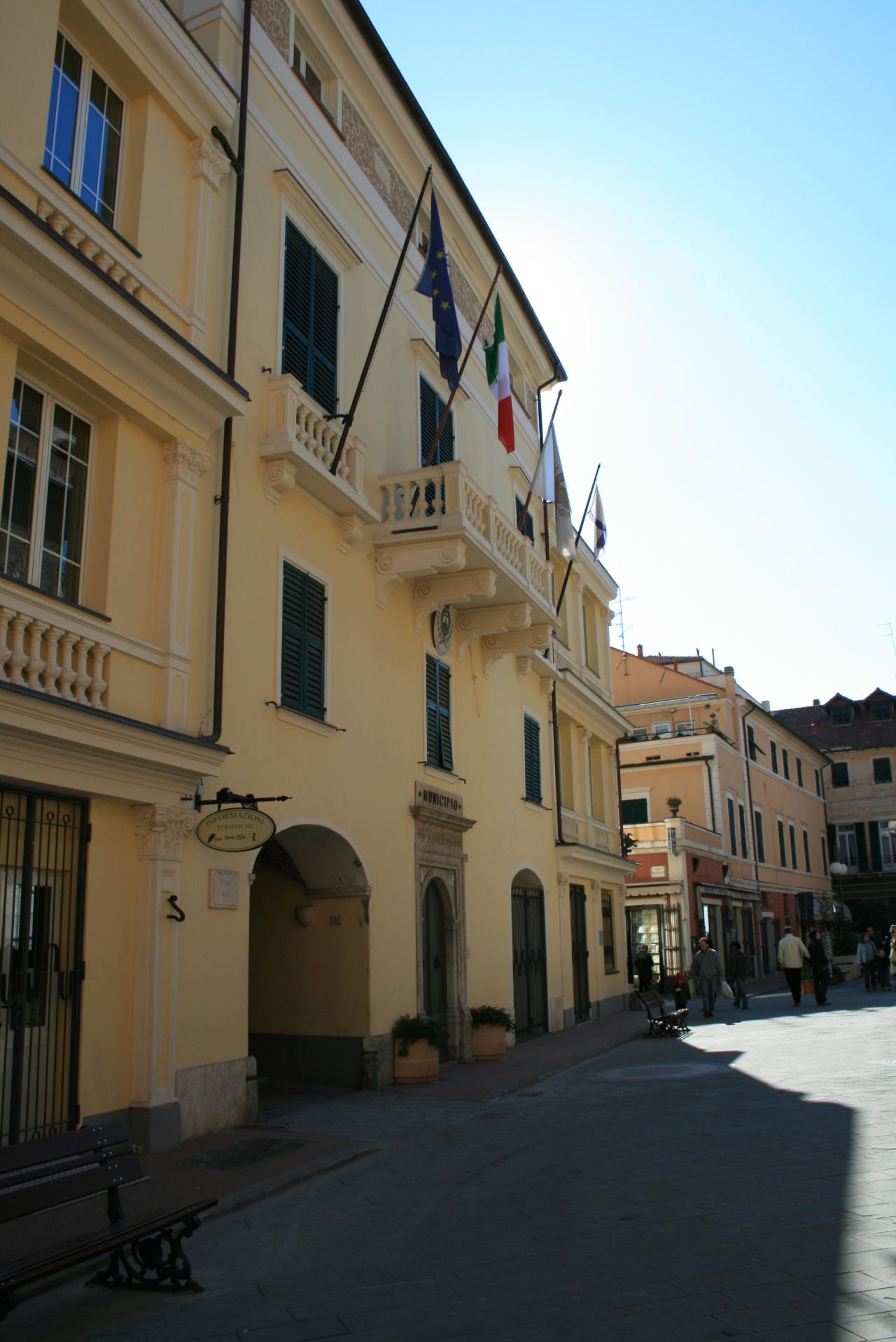
Il municipio

| Periodo          | Periodo          | Primo cittadino   | Partito                                           | Carica         | Note   |
| ---------------- | ---------------- | ----------------- | ------------------------------------------------- | -------------- | ------ |
| 25 luglio 1988   | 8 settembre 1990 | Mario Robutti     | Partito Socialista Italiano                       | Sindaco        | [ 24 ] |
| 8 settembre 1990 | 7 giugno 1993    | Nicolò Tortarolo  | Democrazia Cristiana                              | Sindaco        |        |
| 18 giugno 1993   | 28 aprile 1997   | Daniele Negro     | Lega Nord                                         | Sindaco        |        |
| 28 aprile 1997   | 14 maggio 2001   | Giacomo Accame    | Lega Nord                                         | Sindaco        |        |
| 14 maggio 2001   | 3 giugno 2003    | Giacomo Accame    | lista civica di centro-destra                     | Sindaco        | [ 25 ] |
| 3 giugno 2003    | 14 giugno 2004   | Ugo Taucer        |                                                   | Comm. straord. | [ 26 ] |
| 14 giugno 2004   | 8 giugno 2009    | Luigi De Vincenzi | lista civica di centro-sinistra                   | Sindaco        |        |
| 8 giugno 2009    | 26 maggio 2014   | Luigi De Vincenzi | Pietrese (lista civica di centro-sinistra)        | Sindaco        |        |
| 26 maggio 2014   | 27 maggio 2019   | Avio Valeriani    | Per Pietra (lista civica di centro)               | Sindaco        |        |
| 27 maggio 2019   | 10 giugno 2024   | Luigi De Vincenzi | Pietra. Sempre! (lista civica di centro-sinistra) | Sindaco        |        |
| 10 giugno 2024   | in carica        | Luigi De Vincenzi | Pietra. Sempre! (lista civica di centro-sinistra) | Sindaco        |        |

### Gemellaggi
Pietra Ligure è gemellata con:
- Offenburg, dal 2007[27]

## Sport

### Calcio
- A.S.D. Pietra Ligure 1956, militante nel campionato di Eccellenza. Disputa i suoi incontri casalinghi allo stadio comunale "Giacomo De Vincenzi", campo in erba sintetica.

### Ciclismo
Il centro di Pietra Ligure è stato l'arrivo della 13ª tappa del Giro d'Italia 1974.